# Antropologia biocultural
Antropologia biocultural pode ser definida de várias maneiras. É a científica, a exploração das relações entre a biologia humana e a cultura. "Em vez de olhar para a biologia subjacente raízes biológicas do comportamento humano, antropologia biocultural tenta entender como a cultura afeta o nosso biológica capacidades e limitações."

## História
Antropólogos físicos durante a primeira metade do século XX, visualizaram esta relação relação a partir de uma perspectiva da origem racial, isto é, a partir do pressuposto de que diferenças biológicas tipológicas humanas  levam a diferenças culturais. Após a II Guerra Mundial , a ênfase começou uma mudança em direção para um esforço para explorar o papel que a cultura desempenha na formação biologia humana. A mudança para a compreensão do papel da cultura para a biologia humana levou ao desenvolvimento de teoria da dupla herança  na década de 1960. Em relação a, e  seguindo o desenvolvimento da teoria da herança dupla, a evolução biocultural foi introduzida e utilizada pela primeira vez em 1970.

## Principais pesquisas
- Biocultural abordagens para a biologia humana tem sido utilizado pelo menos desde 1958, quando o antropólogo Frank B. Livingstone contribuiu com uma inícial pesquisa, explicando as relações entre o crescimento da população,  estratégia subsistência, e a distribuição do gene da anemia falciforme na Libéria.[4]
- Investigação da adaptabilidade humano na década de 1960, centrada em duas abordagens biocultural à fadiga: a diferenciação funcional dos músculos esqueléticos associados a diferentes movimentos e adaptabilidade humanas à vida moderna, envolvendo diferentes tipos de trabalho.[5]
- Aabordagem de Romendro Khongsdier para o estudo da variação e evolução humana .[6][7]
- "A Construção de uma Nova Síntese Biocultural " por Alan H. Goodman e Thomas L. Leatherman.[2]

## Antropologia biocultural contemporânea
Métodos bioculturais  focam sobre as interações entre seres humanos e seu meio ambiente para compreender a adaptação e de variação biológica humana.  Antropólogos bioculturais contemporâneos vem a cultura como tendo vários papéis-chave na variação biológica humana :

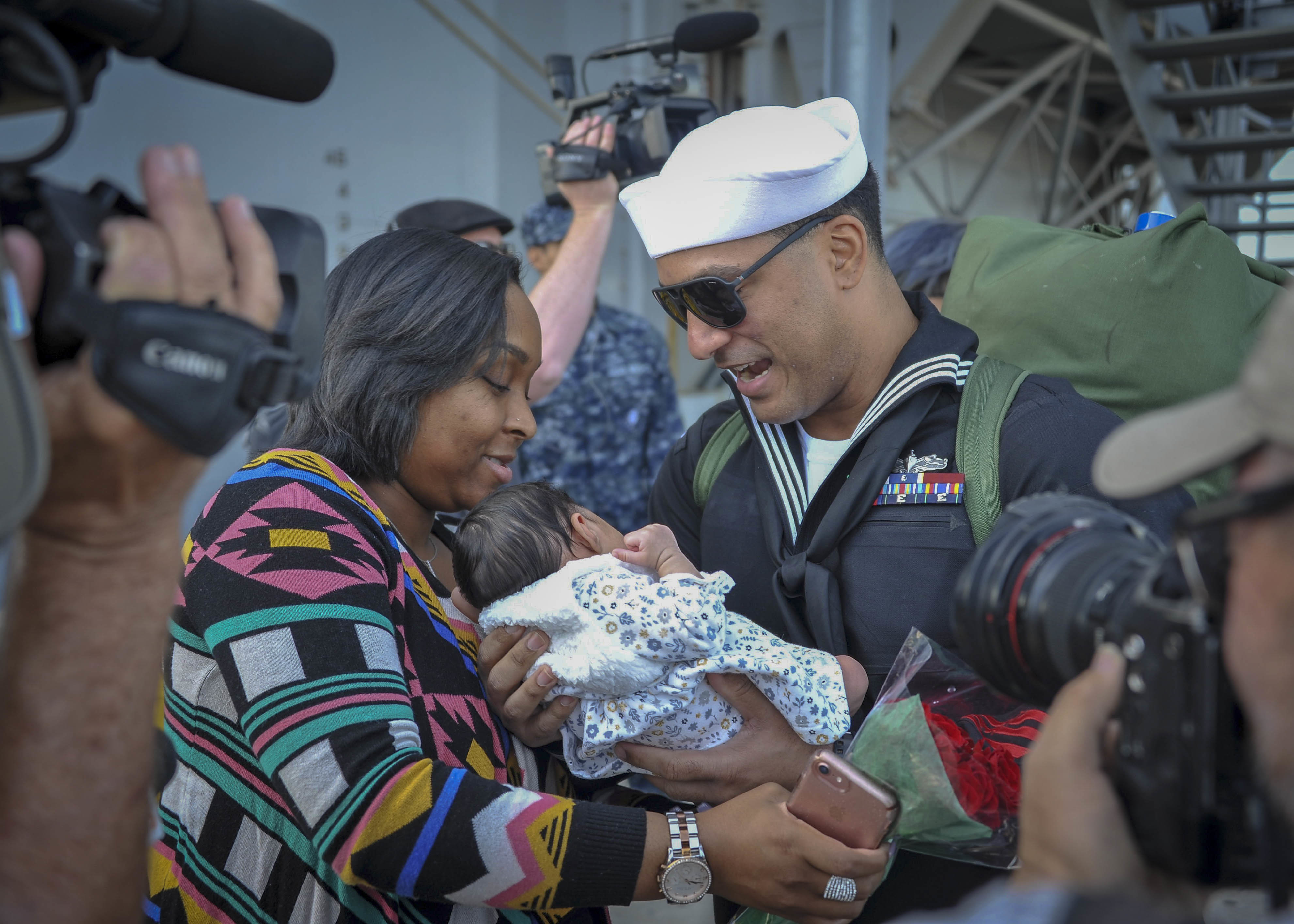
Cuidado parental intenso e prolongado desde o momento do nascimento maior que em outros primatas

- A cultura é uma importante adaptação humana, permitindo que indivíduos e populações se adaptem a ecologias locais amplamente variadas.
- Características biológicas ou aspectos biocomportamentais humanos, como um grande córtex frontal e paternidade intensiva em comparação com os outros primatas, são vistas em parte como uma adaptação às complexas relações sociais criadas pela cultura.[9]
- A cultura molda a economia política, influenciando assim que recursos estão disponíveis às pessoas para se alimentar e se proteger, proteger-se de doenças e manter sua saúde.[2]
- A cultura molda a maneira como as pessoas pensam sobre o mundo, alterando a sua biologia, influenciando o seu comportamento (por exemplo, a escolha dos alimentos) ou mais diretamente através de efeitos psicossomáticos  (por exemplo, os efeitos biológicos do estresse psicológico).[10]

Embora os antropólogos bioculturais sejam encontrados em muitos departamentos de antropologia acadêmica, geralmente como uma minoria do corpo docente, certos departamentos deram ênfase considerável à "síntese biocultural". Historicamente, isso tem incluído Emory University, Universidade de Alabama, UMass Amherst (especialmente em  bioarqueologia biocultural)  , e a Universidade de Washington , cada um dos quais construiram programas de doutorado em torno da antropologia biocultural, a Universidade de Binghamton que tem um programa de mestrado em antropologia biomédica , a Universidade do Estado do Oregon, Universidade do Kentucky e outras. Paul Baker, um antropólogo na Universidade Estadual da Pensilvânia , cujo trabalho centrou-se sobre adaptação humana às variações ambientais, é creditado por ter popularizado o conceito de antropologia "biocultural" como uma distinta subcategoria de antropologia em geral. Khongsdier argumenta que a antropologia biocultural é o futuro da antropologia, pois ela serve como uma força guia em direção a uma maior integração dos subdisciplines.